# Nuevo Chicayán
Nuevo Chicayán är en ort i Mexiko.   Den ligger i kommunen Pánuco och delstaten Veracruz, i den sydöstra delen av landet, 280 km norr om huvudstaden Mexico City. Nuevo Chicayán ligger 28 meter över havet och antalet invånare är 765.
Terrängen runt Nuevo Chicayán är platt. Runt Nuevo Chicayán är det glesbefolkat, med 18 invånare per kvadratkilometer. Närmaste större samhälle är Paso Real, 8,1 km nordost om Nuevo Chicayán. Trakten runt Nuevo Chicayán består till största delen av jordbruksmark.